# Microgaster famula
Microgaster famula är en stekelart som beskrevs av Nixon 1968. Microgaster famula ingår i släktet Microgaster och familjen bracksteklar. Inga underarter finns listade i Catalogue of Life.